# Vis absoluta
Im Strafrecht wird beim Rechtsbegriff der Gewalt zwischen zwei Formen unterschieden: vis absoluta und vis compulsiva.
Die vis absoluta wird in der Strafrechtslehre als „willensbrechende“, „überwältigende“ Gewalt bezeichnet. Sie geht über die lediglich beeinflussende „willensbeugende“ Gewaltform der vis compulsiva, die den Willen des Geschädigten in die beabsichtigte Richtung lenkt, Schläge, Schreckschüsse, deutlich hinaus. Gemeint ist damit, dass dem Opfer durch die Gewaltmaßnahme eine freie Willensbetätigung oder Willensbildung absolut unmöglich gemacht wird. Dem Opfer wird schlechthin jede Möglichkeit genommen, nach seinem eigenen Willen zu handeln. Beispiele hierfür sind: Festhalten (Fesseln), Einschließen, Niederschlagen, Betäuben.

## Abgrenzungsfragen
Die Abgrenzung der beiden Gewaltformen, die koinzidieren können, ist mitunter schwierig. Vor allem bei der Nötigung, ist der Gewaltbegriff und insbesondere die Abgrenzung zwischen zwingender und absoluter Gewaltanwendung umstritten, weil eine klare Grenzziehung zwischen Gewalt, der Drohung mit Gewalt und einem möglicherweise gar nicht strafwürdigen passiven Täterverhalten, das gleichwohl die Reaktion des Opfers beeinflusst, im Detail sehr schwierig ist. Diese Grenzziehung ist manchmal nötig, um genau bestimmen zu können, wer sich strafbar macht und wer nicht.

## Folterdebatte
Bedeutsam ist diese Unterscheidung auch für die Debatte um die Folter. Häufig wird als Rechtfertigungsargument für Folter ins Feld geführt, sie könne ein erlaubtes Mittel zur Rettung eines Menschenlebens sein, da es sich hier um ein Mittel zur Gefahrenabwehr handele. Ein Unterschied zum finalen Todesschuss als polizeiliche Maßnahme gegen einen Geiselnehmer, der seine Opfer mit dem Tod bedroht, könne dabei nicht gesehen werden.
Die Lösung für dieses Problem liegt in der Unterscheidung zwischen vis absoluta und vis compulsiva. Bei dem Todesschuss handelt es sich um vis absoluta, weil dem Täter durch seine Tötung jegliche weitere Gefährdungsmöglichkeit genommen wird. Bei der Folter, mit der ein Gefangener zur Preisgabe von Informationen gezwungen werden kann (z. B. Angabe des Verstecks eines Entführungsopfers), handelt es sich dagegen um vis compulsiva. Ob sich aus dem erlaubten Einsatz von vis absoluta ein Erst-recht-Schluss (a fortiori) dahin ziehen lässt, auch vis compulsiva (hier: Folter) müsse in analogen Fällen erlaubt sein, hängt davon ab, ob vis compulsiva (abstrakt gesehen) weniger einschneidend auf den Betroffenen wirkt als vis absoluta. Als Argument hierfür mag dienen, dass der Betroffene bei der vis compulsiva immerhin die (oft aber nur theoretische) Wahl hat, ob er der Gewalt nachgeben will oder nicht. Diese in der Regel nur theoretische „Wahlmöglichkeit“ ist wenig überzeugend. Vis compulsiva wird gerade dazu angewandt, das Opfer gefügig zu machen, das heißt die Wahlmöglichkeit des Betroffenen gewaltsam so zu beschränken, dass er nachgibt und sich dem Täterwillen fügt. Solange der Betroffene dagegen noch seinem eigenen Willensentschluss folgt und etwa das Versteck eines Entführungsopfers nicht verrät, ist er weiterer Gewalt ausgesetzt. Es wäre widersinnig, wenn die freie Entscheidungsmöglichkeit, der Gewalt nachzugeben oder nicht, als Argument dafür dienen könnte, ein Mittel einsetzen zu dürfen, das ebendiese freie Willensentscheidung bekämpft.

## Begriffskritik
Wesentlich schwerer wiegt, dass bei vis compulsiva – soweit erfolgreich – nicht nur die Handlungsfreiheit des Betroffenen beschränkt wird, sondern auch seine Willensfreiheit: Der Betroffene wird gezwungen, gegen seinen eigenen Willen zu handeln. Damit wäre vis compulsiva einschneidender als die vis absoluta, die nur die Handlungsfreiheit des Opfers beschränkt, seinen Willen aber gar nicht tangiert. Insofern sind die deutschen Ausdrücke „willensbeugend“ (für vis compulsiva) im Gegensatz zu „willensbrechend“ (für vis absoluta) unglücklich gewählt. Auch (eigentlich sogar nur) bei vis compulsiva wird „der Wille gebrochen“. Bei vis absoluta dagegen wird der dem Täter entgegenstehende Wille des Opfers gänzlich ausgeschaltet oder umgangen.